# Jasmine Pereira
Jasmine Henrietta Pereira (* 20. Juli 1996) ist eine neuseeländische ehemalige Fußballspielerin, die für die neuseeländische Nationalmannschaft 25 Spiele bestritt.

## Karriere

### Nationalmannschaft
Pereira nahm im April 2012 mit der U-17-Mannschaft an der U-17-Fußball-Ozeanienmeisterschaft der Frauen 2012 teil und erzielte im zweiten Gruppenspiel beim 13:1 gegen Neukaledonien vier Tore, darunter das 1:0 in der ersten Minute. Im letzten Gruppenspiel gegen Papua-Neuguinea gelangen ihr beim 9:0 zwei weitere Tore, darunter das letzte Tor in der Nachspielzeit. Damit war sie mit sechs Toren zusammen mit ihrer Mitspielerin Hannah Carlsen Torschützenkönigin des Turniers. Mit dem Sieg bei der Meisterschaft hatte sich die Mannschaft für die U-17-Fußball-Weltmeisterschaft der Frauen 2012 in Aserbaidschan qualifiziert. Dort trafen die jungen Neuseeländerinnen aber auf stärkere Gegnerinnen. Nach drei Niederlagen schied Neuseeland als Gruppenletzter aus.
Zwei Jahre später folgte die Teilnahme an der U-20-Fußball-Ozeanienmeisterschaft der Frauen 2014 in ihrer Heimat Neuseeland. Pereira wurde wieder in allen drei Spielen eingesetzt, erzielte aber nur zwei Tore. Da aber ihre Mitspielerinnen auch nicht mit Toren geizten konnte Neuseeland auch diese Meisterschaft gewinnen und sich für die U-20-Fußball-Weltmeisterschaft der Frauen 2014 in Kanada qualifizieren. Dort belegte Neuseeland hinter Europameister Frankreich in der Gruppenphase Platz 2 und erreichte damit erstmals bei einer Weltmeisterschaft das Viertelfinale. Hier kam dann aber das Aus gegen den späteren Vizeweltmeister Nigeria. Zwei Monate später nahm sie mit der A-Nationalmannschaft Neuseelands an der Fußball-Ozeanienmeisterschaft der Frauen 2014 teil, bei der sich Neuseeland für die Fußball-Weltmeisterschaft der Frauen 2015 qualifizierte. Im dritten Gruppenspiel gegen die Cook-Inseln wurde sie in der 59. Minute beim Stand von 9:0 (Endergebnis 11:0) eingewechselt und kam so zu ihrem ersten A-Länderspiel.  Am 14. Mai 2015 wurde sie in den Kader für die WM 2015 berufen.  Sie wurde in zwei der drei Gruppenspiele eingewechselt nach denen Neuseeland ausschied. Am 28. November 2015 hatte sie beim 1:0-Sieg gegen Brasilien ihren ersten Startelfeinsatz. Im Juli 2016 wurde sie als jüngste Neuseeländerin in das Aufgebot für die Olympische Sommerspiele 2016 aufgenommen. Sie kam auch bei den Niederlagen gegen die USA und Frankreich zum Einsatz.
Im März 2017 nahm sie mit der Nationalmannschaft am Zypern-Cup teil, wurde in den vier Spielen eingesetzt und erzielte am 8. März im Spiel um Platz 9 gegen Ungarn ihr erstes Länderspieltor. Danach wurde sie aber nicht mehr eingesetzt und erklärte im Mai 2017 mit 20 Jahren aus finanziellen Gründen ihren Rücktritt aus der Nationalmannschaft.

## Erfolge
- U-17-Ozeanienmeister 2012
- Torschützenkönigin der U-17-Ozeanienmeister 2012
- U-20-Ozeanienmeister 2014
- Ozeanienmeister 2014